# Андреевская церковь (Стольное)
Андреевская церковь — православный храм и памятник архитектуры национального значения в селе Стольное Черниговской области.

## История
Сооружена в 1782 году в стиле классицизм по заказу Александра Андреевича Безбородко над могилой его брата. По своим формам приближается к проекту усыпальницы в Стольном, выполненному архитектором Джакомо Кваренги. Сохранилась в исконном виде, за исключением достроенной колокольни и галереи.
Каменная, оштукатуренная, квадратная в плане церковь, четырёхстолпная, одноглавая, одноапсидная (с восточной стороны). К общему объёму через крытую галерею (переход) примыкает двухъярусная колокольня — четверик на четверике, построенная в 1864 году. В нижнем ярусе размещается вход, верхний — ярус звонов, венчает купол. С трёх сторон (кроме восточной) входы храма акцентируют портики пилястровые ионического ордера, вписанные в неглубокие ниши. В интерьере подкупольному пространству соответствует колоннада ионического ордера, несущая антаблемент, квадратная в плане как и храм. При сопряжении антаблемента с внутренними стенами опираются подпружные арки, несущие купол.
Церковь была передана религиозной общине.
В 1979 году зданию присвоили статус памятника архитектуры республиканского значения.